# Yassar Lemghari
 (octobre 2022).
 (octobre 2022).
Yassar Lemghari, né le 30 avril 1988  à Casablanca au Maroc, est un humoriste, acteur marocain connu au Maroc pour ses spectacles et de stand-up  et les deux séries marocaines   Ouled ali et 
Souhlifa (ar), ainsi que son film 30 millions (ar),(2020).

## Carrière artistique
Il fait sa première apparition sur la scène artistique dans le spectacle marocain  d'humour (Comedia Show) où il réussit à s'imposer parmi les participants pour enfin décrocher le titre de l'édition 2010.

### Stand-up
Il commence ses  premiers stand-ups avec son groupe Humouraji lors du festival international annuel d’humour créé par l'humoriste Jamel Debbouze à la ville de Marrakech.
Il lance après une tournée avec son tout premier spectacle en solo Wald Nass, sur les différentes scènes du Royaume marocain.

### Télévision
En 2014, il commence à présenter des skecthes lors des deux saisons de  l’émission  de divertissement (talkshow)  JariYaJari, sur la chaine marocaine MEDI1.
Après cela, le nom devient associé au groupe de comédie Humouraji, avec lequel il joue des spectacles dans un groupe de villes marocaines. Il présente la série comique dramatique "Wlad Ali" (2018) , qui a été programmée dans les programmes du Ramadan sur la chaine marocaine 2M, parallèlement à son rôle principal à la  série comique  marocaine Souhlifa divisé à la chaine marocaine AL Aoula  lors de sa première saison et de sa  deuxième saison (2020) .
Yassar Lemghari  revient avec le Sitcom marocain Zenqat Essaada(2022) de production de la chaine marocaine AL Aoula.

### Passage au cinéma
Il s'essaie au cinéma en portant la comédie marocaine du long métrage  30 millions  (2020).